# Gerbstedt
Gerbstedt ist eine Kleinstadt im Landkreis Mansfeld-Südharz in Sachsen-Anhalt.

## Geografie

### Landschaft
Gerbstedt liegt im nordöstlichen Landkreis Mansfeld-Südharz auf der Mansfelder Platte, einer Landschaft mit vielen niedrigen Hügeln im Harzvorland. Diese fällt nach Norden flach ab. Im Gemeindegebiet gibt es zwei Haupteinschnitte: Das Tal der Schlenze und das des Fleischbaches. Letzteres ist bei Bösenburg besonders steil. Beide Täler münden westlich von Friedeburg ins Tal der Saale. Die dortige Landschaft mit ihren steilen Abhängen ist eindrucksvoll. Im Saaledurchbruch bei Rothenburg liegt die mit 72 m über NN tiefste Stelle im Gemeindegebiet. Außerdem gliedern sich diese Einschnitte noch in Untereinschnitte; zumindest nach regenreichen Unwettern fließen durch die meisten von ihnen Rinnsale. Die höchste Erhebung befindet sich am 241 Meter hohen Hügel Sickberg westlich von Thondorf. Andere Hügel heißen z. B. Sehringsberg (bei Helmsdorf), Langer Hu (zwischen Ihlewitz und Gerbstedt), Warthe (bei Gerbstedt), Lauschhügel (südlich von Welfesholz) und Kuhberg (bei Adendorf). Manche Hügel sind auch nach Gewässerarten benannt, wie der Seeberg und der Teichberg bei Zabenstedt. Es gibt aber auch Hügel mit demselben Namen, wie den Goldberg, der drei Mal vertreten ist (einmal bei Rottelsdorf und zweimal bei Lochwitz).

### Gewässer

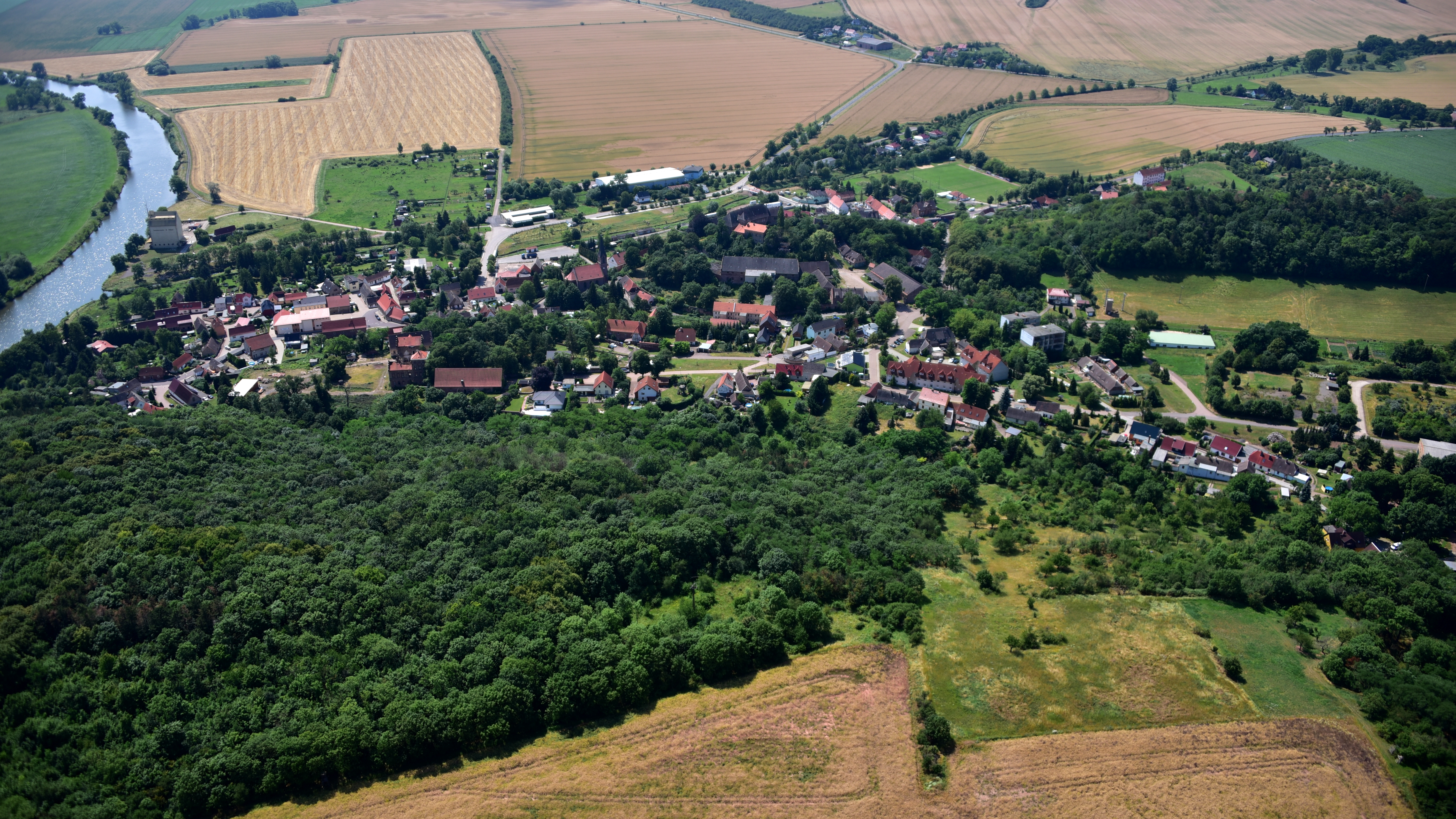
Luftbild des Ortsteils Friedeburg an der Saale (links im Bild)

Größtes Gewässer im Gemeindegebiet ist die Saale, die das Gemeindegebiet über eine Länge von drei Kilometern durchfließt. Wegen eines Saaledurchstichs gehört auch ein kleines Gebiet jenseits der Saale zum Gemeindegebiet. Es gibt mehrere Bäche im Gemeindegebiet. Die meisten von ihnen werden durch die Schlenze entwässert. Zu nennen sind unter anderem die Griftbäche Rüsterbach, Grift, Apfelborn und Wickengraben bei Siersleben im Westen der Einheitsgemeinde (siehe Griftbach). Weiterhin gibt es den Fleischbach bei Freist mit seinen mehreren kurzen, wasserreichen Quellbächen bei Bösenburg, so zum Beispiel dem Fleischgraben aus Rottelsdorf. Außerdem gibt es noch den Lobach zwischen Gerbstedt und Zabenstedt und den Pfeiffhausener Bach. Es existieren auch mehrere periodisch austrocknende Rinnsale im Gebiet der Gemeinde. Darunter zählen beispielsweise die auch oft Regenbeck genannte Alte Wipper zwischen Thondorf und Klostermansfeld, der seit 1826 nicht mehr durchgehend fließende Sohlbach bei Helmsdorf und der nach Hettstedt abfließende Bach im Dorf Welfesholz. Einige Rinnsale sind auch bei Freist zu finden.
Sümpfe und Seen gibt es auf dem Gemeindegebiet nur sehr wenige. Es existieren aber mehrere vom Menschen geschaffene Tümpel. Die wenigen natürlichen wurden größtenteils zugeschüttet (so zum Beispiel die Lochwitzer Seelöcher). Das größte stehende Gewässer ist ein Altarm der Saale mit einer Größe von fünf Hektar östlich von Friedeburg an der Grenze zum Saalekreis. Das zweitgrößte stehende Gewässer ist ein rechteckiges, circa 200 mal 30 Meter großes künstliches Bassin im Tal der Schlenze bei Heiligenthal. Nordwestlich von Gerbstedt befinden sich die Lodderstedter Teiche. Ein kleiner Sumpf liegt am südlichen Ortsrand von Augsdorf.

### Nachbargemeinden
Nachbargemeinden sind Arnstein, Hettstedt und Mansfeld im Westen, Könnern (Salzlandkreis) im Norden, Salzatal und Wettin-Löbejün (beide Saalekreis) im Osten sowie das Seegebiet Mansfelder Land und die Lutherstadt Eisleben im Süden.

### Ausdehnung und Nutzung des Stadtgebiets
Gerbstedt ist eine mittelgroße Gemeinde. Sie umfasst insgesamt 102,02 km² mit einer Ost-West-Ausdehnung von 16 und einer Nord-Süd-Ausdehnung von acht Kilometern. Die Flächennutzung wird in der nachfolgenden Tabelle gezeigt. Darin wurden Verkehrswege und Gewässer den Gebieten zugeordnet, die sie umschließen. Das gilt auch für kleinere Wäldchen.
| Fläche nach Nutzungsart | Gesamtfläche in m² | Gesamtfläche in ha | Anteil an der Fläche der Gemeinde |
| ----------------------- | ------------------ | ------------------ | --------------------------------- |
| Siedlungsfläche         | 7.499.550          | 750                | 7,35 %                            |
| Wald und Wiesenfläche   | 6.763.700          | 676,4              | 6,63 %                            |
| Äcker und Felder        | 87.756.750         | 8.775,7            | 86,01 %                           |

Flächenaufteilung von Gerbstedt

Quelle: Webatlas des Geoportals Rheinland-Pfalz, die Informationen sind frei nachmessbar.

## Geschichte

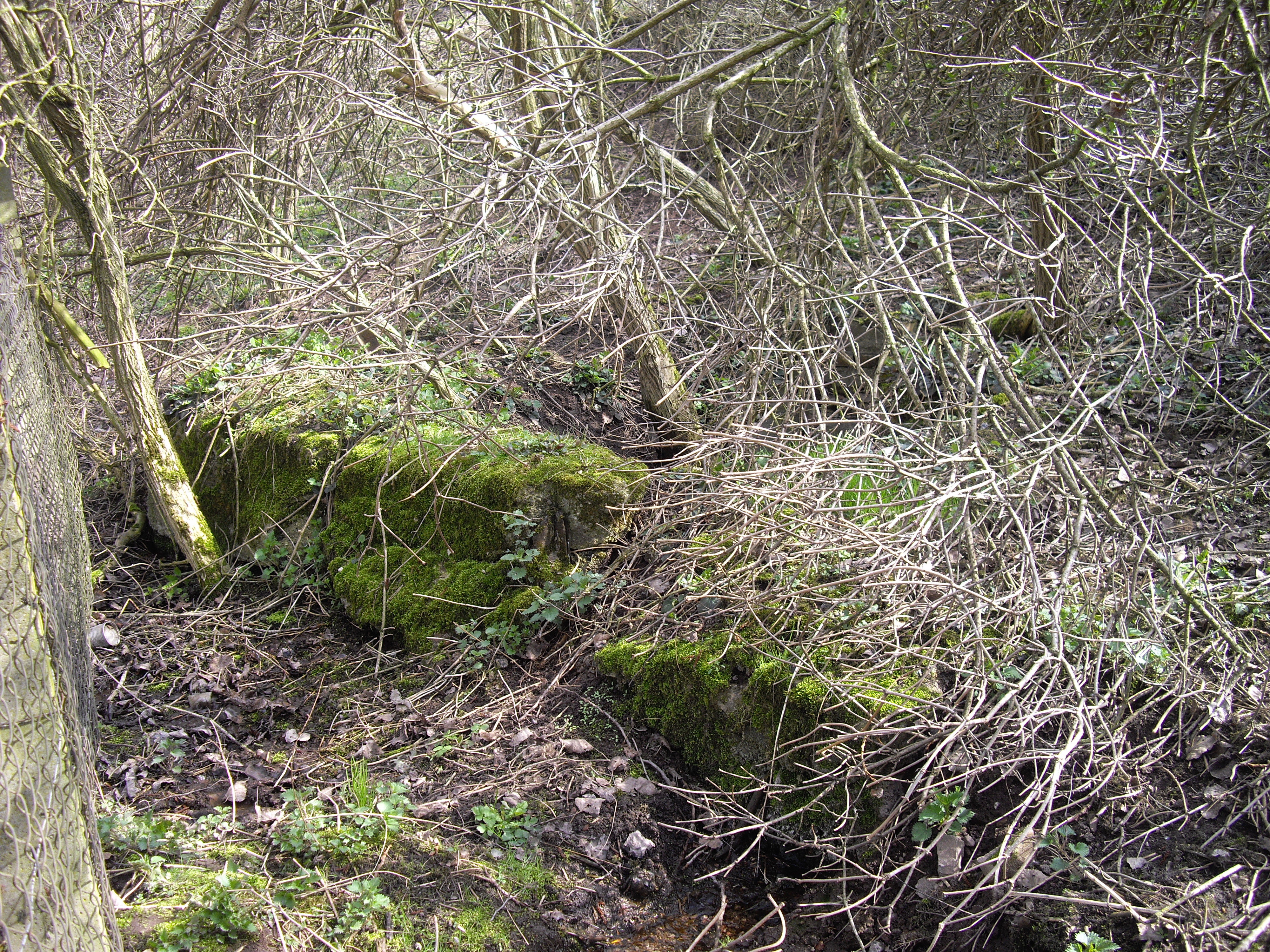
Ruinen der Wüstung Lodderstedt

Das Gebiet der Stadt Gerbstedt ist schon sehr lange besiedelt; dies bezeugen viele Funde. Südlich von Siersleben gab es sogar eine Kreisgrabenanlage. Außerdem wurden Grabhügel oder ganze Gräberfelder ausgegraben. Ein solches existiert am Nordhang der Schlenze zwischen Helmsdorf und Polleben. Hier wurden sehr viele Steinkistengräber gefunden; die Toten wurden alle mit dem Kopf nach Süden begraben. Einige Gräber wurden nachgebaut; sie befinden sich versteckt am Sehringsberg, zehn Meter vom oberen Feldrand entfernt. Außerdem existierte am Brosowski-Schacht ein Fürstengrab der Aunjetitzer Kultur, das 1906 vom Historiker Hermann Größler untersucht wurde.
An den vor dem Bau des Schlüsselstollens viel zahlreicheren Bächen und Rinnsalen existierten viele alte Dörfer. Die meisten davon sind nur noch als Wüstungen zu finden, allein um die Kernstadt gibt es zehn. Diese heißen: Dankendorf, Derlingen, Dresewitz, Lodderstedt, Mummesdorf, Nienstedt, Nisselsdorf, Polingen, Reindorf und Rote Welle. Von einer weiteren Wüstung nordöstlich der Kernstadt ist der Name unbekannt. Eine weitere wüste Ortschaft namens Dörlitz befindet sich bei Freist.
Auf Grundlage eines Gebietsänderungsvertrages haben die Gemeinderäte der Gemeinden Augsdorf (am 8. Juni 2009), Friedeburgerhütte (am: 18. Mai 2009), Hübitz (am 20. Mai 2009), Stadt Gerbstedt (am 19. Mai 2009), Ihlewitz (am 14. Mai 2009), Rottelsdorf (am 9. Juni 2009), Siersleben (am 10. Juni 2009), Welfesholz (am 3. Juni 2009) und Zabenstedt (am 23. Juni 2009) beschlossen, dass ihre Gemeinden aufgelöst und zu einer neuen Einheitsgemeinde mit dem Namen Stadt Gerbstedt vereinigt werden. Dieser Vertrag wurde von der Kommunalaufsicht genehmigt und trat am 1. Januar 2010 in Kraft. Am 24. Januar 2010 wurden die Gemeinden Freist, Friedeburg (Saale) und Heiligenthal eingemeindet.

## Stadtgliederung
Die Stadtgemeinde Gerbstedt gliedert sich in zwölf Ortschaften (gemeindeähnliche Einheiten); diese lassen sich in 25 Ortsteile, die eigentlichen Orte, unterteilen. Von diesen gehören 23 zu den Dörfern und zwei zu den Siedlungen. Außerdem gibt es noch das Gewerbegebiet Apfelborn, das südlich des Ortes Hübitz zu finden ist.
| Ortschaft                                           | Einwohner a | Eingemeindung   | Die Ortschaften von Gerbstedt (anklickbare Karte) |
| --------------------------------------------------- | ----------- | --------------- | ------------------------------------------------- |
| Hauptort Gerbstedt b                                | 2.885       | 1. Januar 2010  | Die Ortschaften von Gerbstedt (anklickbare Karte) |
| Augsdorf                                            | 573         | 1. Januar 2010  | Die Ortschaften von Gerbstedt (anklickbare Karte) |
| Freist (mit Elben, Oeste und Zabitz)                | 323         | 24. Januar 2010 | Die Ortschaften von Gerbstedt (anklickbare Karte) |
| Friedeburg (mit Neuer- und Thomas-Müntzer-Siedlung) | 462         | 24. Januar 2010 | Die Ortschaften von Gerbstedt (anklickbare Karte) |
| Friedeburgerhütte (mit Adendorf)                    | 255         | 1. Januar 2010  | Die Ortschaften von Gerbstedt (anklickbare Karte) |
| Heiligenthal (mit Helmsdorf und Lochwitz)           | 766         | 24. Januar 2010 | Die Ortschaften von Gerbstedt (anklickbare Karte) |
| Hübitz                                              | 336         | 1. Januar 2010  | Die Ortschaften von Gerbstedt (anklickbare Karte) |
| Ihlewitz (mit Pfeiffhausen, Straußhof und Thaldorf) | 310         | 1. Januar 2010  | Die Ortschaften von Gerbstedt (anklickbare Karte) |
| Rottelsdorf (mit Bösenburg)                         | 324         | 1. Januar 2010  | Die Ortschaften von Gerbstedt (anklickbare Karte) |
| Siersleben (mit Thondorf)                           | 1426        | 1. Januar 2010  | Die Ortschaften von Gerbstedt (anklickbare Karte) |
| Welfesholz                                          | 215         | 1. Januar 2010  | Die Ortschaften von Gerbstedt (anklickbare Karte) |
| Zabenstedt                                          | 215         | 1. Januar 2010  | Die Ortschaften von Gerbstedt (anklickbare Karte) |

## Politik

### Stadtrat und Bürgermeister
Der Stadtrat von Gerbstedt besteht seit den Kommunalwahlen am 9. Juni 2024 aus 20 Mitgliedern und dem getrennt gewählten Bürgermeister. Die Sitze sind wie folgt auf die einzelnen Listen und Parteien verteilt:
| Partei / Liste | Sitze |
| CDU            | 7     |
| AfD            | 4     |
| Linke          | 1     |
| SPD            | 1     |
| FBM            | 1     |
| Wählergruppen  | 4     |
| Einzelbewerber | 2     |

### Bürgermeister
Von 1994 bis 2019 war Siegfried Schwarz der Bürgermeister von Gerbstedt, bis 2010 der kleineren Stadtgemeinde und ab 2010 der Einheitsgemeinde. Aus gesundheitlichen Gründen legte er sein Amt im November 2019 nieder.
Am 2. Februar 2020 wurde der parteilose Bernd Hartwig im ersten Wahlgang mit 56,09 % der Stimmen zum neuen Bürgermeister gewählt. Laut Medienberichten war die ungewisse Zukunft der drei Grundschulen im Stadtgebiet das wichtigste Thema im Wahlkampf. Nach einem offenen Streit mit dem Stadtrat über bevorstehende Schulschließungen, den Haushalt der Stadt sowie die Schließung der Freibäder im Sommer 2020 wurde vom Stadtrat ein Abwahlverfahren eingeleitet. Aufgrund des eingeleiteten Verfahrens wurde die ehemalige Oberbürgermeisterin der Lutherstadt Eisleben Jutta Fischer von der Kommunalaufsicht des Landes Sachsen-Anhalt als ehrenamtliche Beauftragte bestellt. Am 24. Januar 2021 wurde Hartwig als Bürgermeister Gerbstedts nach weniger als einem Jahr im Amt wieder abgewählt.
Bei der Stichwahl am 25. April 2021 wurde Ulf Döring (CDU) zum Bürgermeister gewählt.

### Wappen
Das Wappen wurde am 7. Dezember 1998 durch das Regierungspräsidium Halle genehmigt. Die neue Stadt Gerbstedt beantragte die Weiterführung bzw. Übernahme des Wappens der alten Stadt Gerbstedt, dies wurde am 17. Juni 2010 durch den Landkreis genehmigt.
| Wappen von Gerbstedt | Blasonierung: „In Silber ein schwarzhaariger Heiliger in natürlichen Farben in blauem Gewand mit grünem Palmenwedel in der rechten Hand, unten belegt mit zwei pfahlweisen Halbrundschilden, der rechte in Gold ein schwarzes Hexagramm, darin ein grünes Kleeblatt, der linke von Rot und Silber geteilt, auf dessen linker Oberecke die linke Hand ruht.“ |
| Wappen von Gerbstedt | Wappenbegründung: Das Wappen bezieht sich auf Siegeldarstellungen aus dem 16. Jahrhundert. Im ältesten Siegel von 1404 ist der hl. Stephan noch mit betend erhobenen Händen dargestellt, während seit dem 16. Jh. die Darstellung mit der Märtyrerpalme (Palmzweig, Palmwedel) bekannt ist. Der heilige Stephanus ist einer der sieben Diakone der christlichen Urgemeinde zu Jerusalem und erster Märtyrer der christlichen Kirche (Steinigung). Der hl. Stephan ist der Schutzpatron des Hochstifts Halberstadt und zugleich auch der Schutzheilige des Damenstifts und der Stadtkirche Gerbstedts. Das Hexagramm im rechten Schild ist vermutlich das alte Ortszeichen, eine Flurmarke und das grüne Kleeblatt ein Symbol der Benediktiner-Mönche, die den Stephanus verehrten. Das linke Schild ist das Wappen des Erzbistums Magdeburg, dessen Erzbischof Günther dem Flecken Gerbstedt das Marktrecht verlieh und welcher Stadt und Kloster Gerbstedt erst 1541 an die Grafen von Mansfeld verkaufte. |

Die Farben der Stadt sind Blau-Weiß.
Das Wappen wurde vom Heraldiker Lutz Döring aus Erdeborn gestaltet.

### Städtepartnerschaften
Seit 1991 besteht eine Ring-Städtepartnerschaft mit den bereits seit 1966 verpartnerten Gemeinden Grefrath in Nordrhein-Westfalen und Frévent (Nordfrankreich). Die Kontakte werden insbesondere durch den „Verein der Freunde von Frévent und Gerbstedt“ gepflegt; zu Pfingsten finden alljährlich gegenseitige Besuche zwischen den Partnerstädten statt.

## Kultur und Sehenswürdigkeiten

### Schloss Friedeburg
Im Ortsteil Friedeburg befindet sich das Schloss Friedeburg, eine zum Schloss umgebaute vormalige Burg der Grafen von Mansfeld.

### Kirchen
In den meisten Ortsteilen der Gemeinde steht eine Kirche, zeitweise existierte in zwei Ortsteilen auch noch eine zweite im Ort. In Gerbstedt und in Siersleben war das der Fall, in diesen Orten existierte neben dem alten evangelischen Kirchengebäude noch ein jüngeres katholisches. Die meisten Kirchen in der Gemeinde haben einen kräftigen Turm mit deutlich rechteckigem Grundriss. Folgende Kirchen existieren in der Gemeinde:

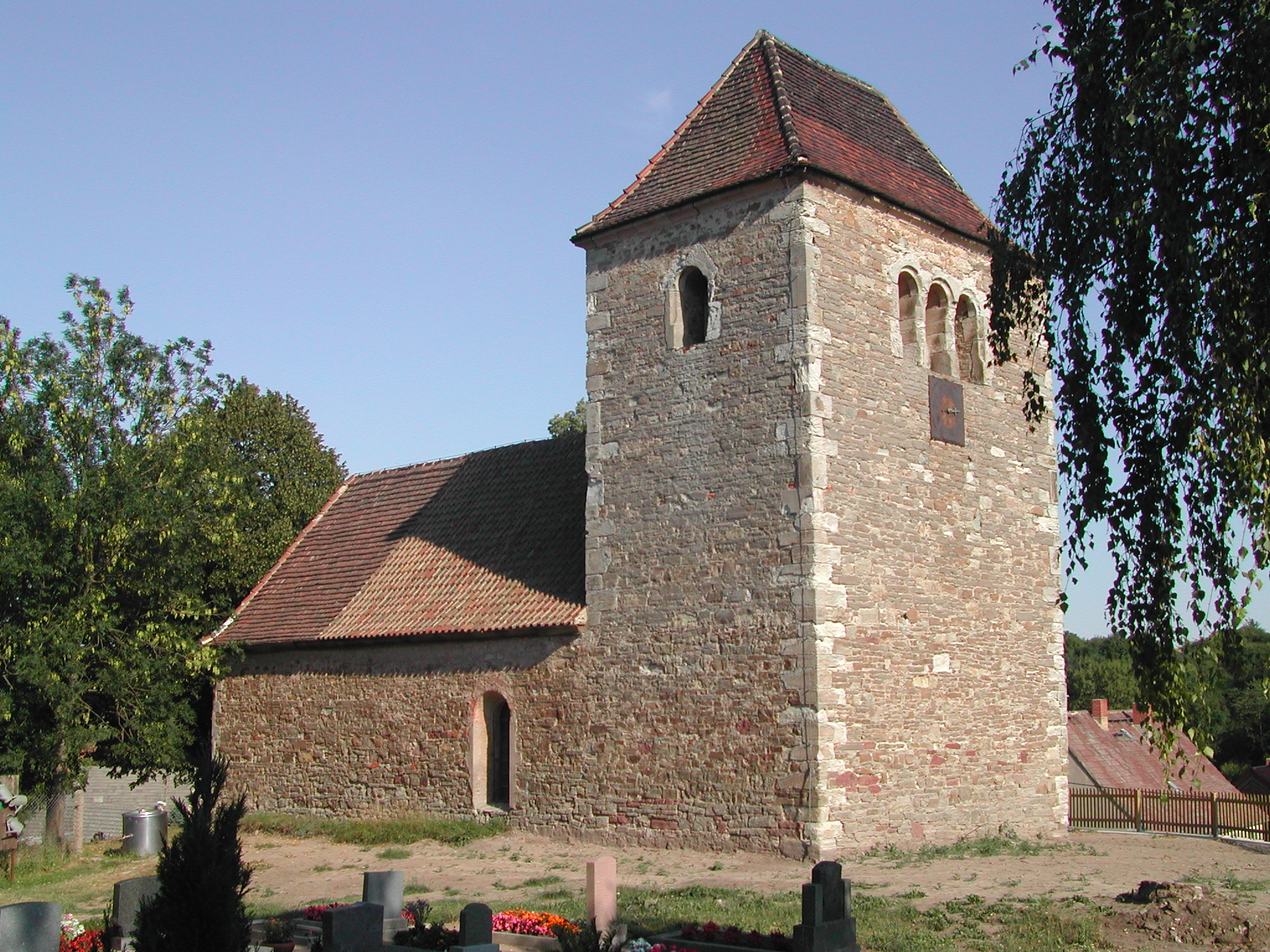
Die Kirche St. Wenzel in Thaldorf

| - St. Moritz in Adendorf - St. Annen in Augsdorf - St. Michael in Bösenburg - St. Johannes in Elben - Heilig-Kreuz-Kirche in Freist - St. Bonifatius in Friedeburg - St. Johannes Baptist in Gerbstedt | - katholische Herz-Jesu-Kirche in Gerbstedt (2016 profaniert) - St. Andreas in Heiligenthal - St. Matthias in Hübitz - St. Stephan in Ihlewitz - St. Pankraz in Lochwitz - St. Simon und Judas in Rottelsdorf | - St. Andreas in Siersleben - katholische St.-Bonifatius-Kirche in Siersleben (profaniert) - St. Wenzel in Thaldorf - St. Georg in Thondorf - Marienkapelle von Welfesholz - Dorfkirche von Zabenstedt |

Es gab in der Vergangenheit noch weitere Kirchen, wie die Klosterkirche St. Johannes Baptista von Gerbstedt; auch einige Wüstungen hatten kleine Gotteshäuser.

### Museen
In Gerbstedt gibt es ein Stadtmuseum mit verschiedenen Ausstellungsstücken aus der älteren und jüngeren Vergangenheit. In diesem ist auf Anfrage die Besichtigung eines mittelalterlichen, unterirdischen Kellers unter dem Marktplatz möglich.
Durch die Ortsteile Siersleben und Thondorf fahren im Sommer die dampfbetriebenen Museumszüge der Mansfelder Bergwerksbahn.

### Baumdenkmal für die Deutsche Einheit
Das Baumdenkmal für die Deutsche Einheit wurde anlässlich des 25. Jahrestages der deutschen Wiedervereinigung am 30. September 2015 von Vertretern verschiedener Generationen am Sportplatz auf dem Festplatz gepflanzt.

## Infrastruktur

### Verkehr

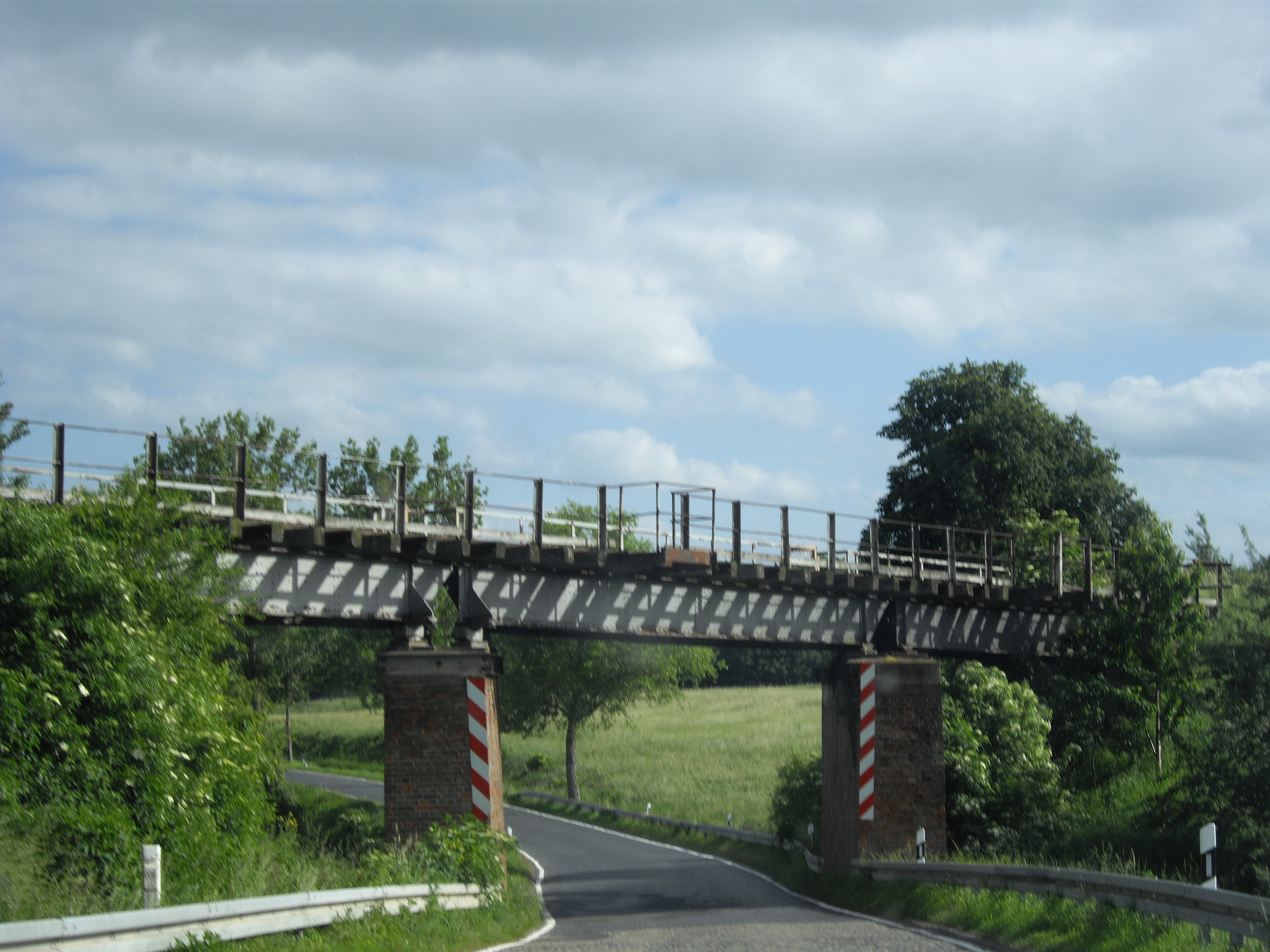
Brücke der Halle-Hettstedter Eisenbahn über die L151 nördlich von Helmsdorf

#### Wichtige Straßen
Straßenverkehrsstrecken in der Gemeinde sind:
- die Bundesstraße 180, die jedoch nur 500 Meter im Süden auf Gemeindegebiet verläuft
- die Landesstraßen (nur der Verlauf in der Gemeinde, bzw. der erste Ort außerhalb,  ist genannt, wenn die Straßen weitergehen steht [...] geschrieben)
  - 72 (Kreuzung Thälmannschacht – Siersleben – Welfesholz – Sandersleben – [...])
  - 151 ([...] – Belleben – Gerbstedt – Helmsdorf – Polleben – [...])
  - 154 (Siersleben – Helmsdorf – Heiligenthal – Zabenstedt – Friedeburgerhütte – Pfeiffhausen – Thaldorf – Zellewitz – [...])
  - 157 ([...] – Rumpin – Friedeburg – Brucke)
  - 158 (Friedeburg – Adendorf – Friedeburgerhütte – Zabenstedt – Gerbstedt – Welfesholz – Hettstedt – [...])

#### Öffentlicher Personenverkehr

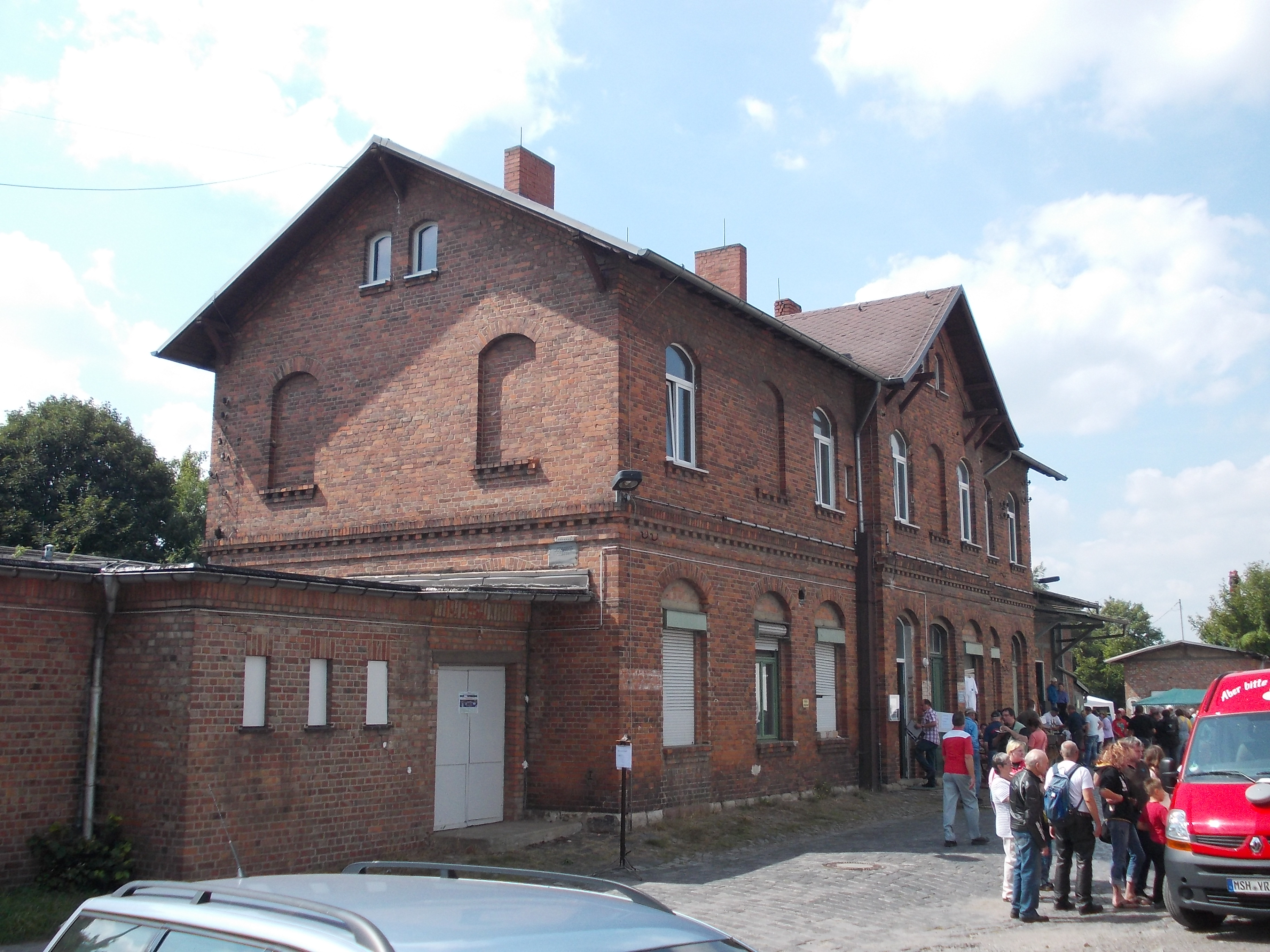
Das alte Bahnhofsgebäude Gerbstedts an der stillgelegten Bahnstrecke Halle-Klaustor–Hettstedt

In der gesamten Gemeinde befindet sich kein Bahnhof der Deutschen Bahn, der in Betrieb ist. Die HHE, die mit den Strecken Halle–Hettstedt (in der heutigen Stadtgemeinde die Bahnhöfe Rottelsdorf, Heiligenthal, Gerbstedt und Welfesholz) und Gerbstedt–Friedeburg (in der heutigen Gemeinde die Bahnhöfe Gerbstedt, Zabenstedt, Friedeburgerhütte, Zabitz und Friedeburg) das Gebiet erschlossen hatte, wurde von 1962 bis 2002 schrittweise stillgelegt, zuerst 1962 die Strecke Gerbstedt–Friedeburg, dann im Jahr 1968 der Abschnitt zwischen Heiligenthal und Schochwitz, 1998 dann der Abschnitt Gerbstedt-Heiligenthal und 2002 schließlich das letzte Teilstück im Landkreis Mansfeld-Südharz zwischen Hettstedt und Gerbstedt. Ein Verein bemüht sich um die Reaktivierung der Strecke. Am Bahnhof von Siersleben, der an der Eisenbahnstrecke von Magdeburg nach Erfurt liegt, fahren seit 1993 keine Züge mehr ab. Nur auf der Schmalspurstrecke der Mansfelder Bergwerksbahn fahren gelegentlich Bahnen die Haltepunkte Thondorf und Gleisdreieck Siersleben an. Das wichtigste öffentliche Verkehrsmittel innerhalb der Gemeinde sind die Omnibusse der VGS Südharz. Die nächsten Bahnhöfe mit Zugverkehr befinden sich in Hettstedt, Klostermansfeld (beide Bahnstrecke Berlin–Blankenheim), Sandersleben (Anh) (Bahnstrecke Berlin–Blankenheim und Bahnstrecke Halle–Vienenburg) und Eisleben (Bahnstrecke Halle–Hann. Münden).

## Persönlichkeiten

### Söhne und Töchter der Stadt
Ortschaft Gerbstedt
- Valentin Haussmann (um 1560–um 1614), deutscher Komponist der Renaissance, Organist und Ratsherr in Gerbstedt
- Ernst Haase (1871–1959), Pädagoge und Mineraloge
- Karl Seidenstücker (1876–1936), Indologe, Pionier des Buddhismus in Deutschland
- Otto Brosowski (1885–1947), Bergarbeiter, ikonisches KPD-Mitglied; siehe Fahne von Kriwoi Rog
- Wilhelm Haring (1900–1975), Mediziner und Hochschullehrer
- Johanna Jura (1923–1994), Bildhauerin und Keramikerin
- Eugen Ray (1957–1986), Leichtathlet und Olympiateilnehmer

Ortschaft Siersleben
- Marie Ahlers (1898–1968), kommunistische Politikerin, 1930–1933 Reichstagsabgeordnete
- Wilhelm Brunner (1899–1944), Kommunalpolitiker
- Gotthilf Heinrich Schnee (1761–1830), Pfarrer, schöngeistiger und landwirtschaftlicher Schriftsteller, Inaugurator des Wittenberger Lutherdenkmals

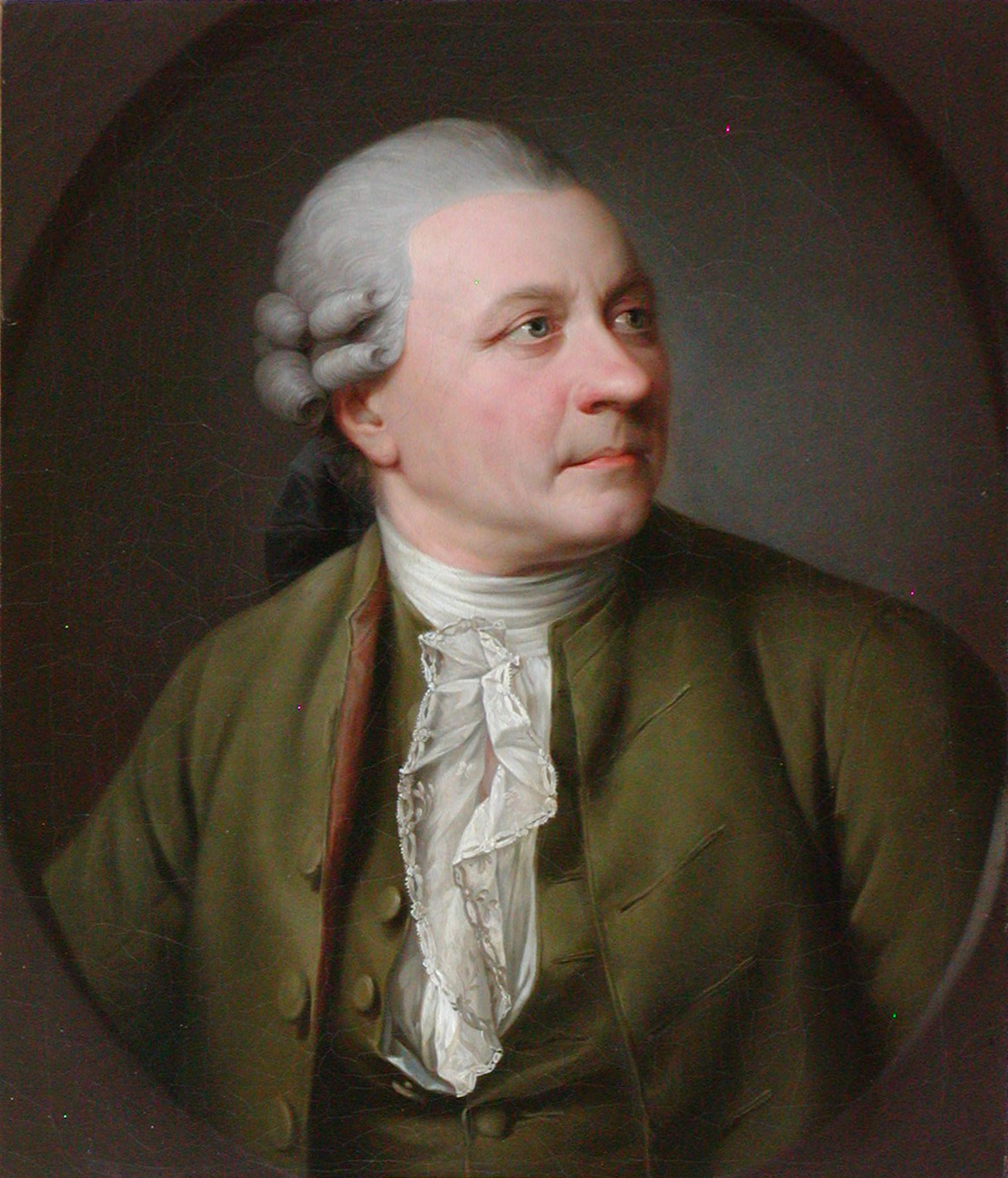
Friedrich Gottlieb Klopstock, gemalt von Jens Juel

### Weitere mit Gerbstedt verbundene Persönlichkeiten
- Rikdag, Markgraf von Meißen
- Thimo von Wettin (11. Jahrhundert), Vogt des Klosters Gerbstedt gemeinsam mit seinen Brüdern Friedrich I., Bischof zu Münster; Dedo II., Markgraf der Lausitz; Gero von Brehna und Konrad von Camburg
- Joseph Schäfers (1878–1916), röm.-kath. Theologe, wirkte als Vikar in Gerbstedt von 1903 bis 1907
- Petrus Legge (1882–1951), röm.-kath. Bischof, wirkte als Vikar in Gerbstedt von 1907 bis 1911
- Julius Kurth (1870–1949), deutscher Lehrer, Pfarrer, Privatgelehrter und Autor, starb in Gerbstedt
- Friedrich Gottlieb Klopstock (1724–1803), Dichter,  verbrachte in Friedeburg seine Jugendzeit
- Hoyer I. von Mansfeld, war Feldmarschall von Kaiser Heinrich V., starb in der Schlacht am Welfesholz